# Lycianthes lenta
Lycianthes lenta är en potatisväxtart som först beskrevs av Antonio José Cavanilles, och fick sitt nu gällande namn av Friedrich August Georg Bitter. Lycianthes lenta ingår i Himmelsögonsläktet som ingår i familjen potatisväxter. Inga underarter finns listade i Catalogue of Life.